# 新ありな
新 ありな（あらた ありな、1996年〈平成8年〉12月15日 - ）は、日本のAV女優、タレント、YouTuber。東京都出身。ACT所属。旧名「橋本 ありな（はしもと ありな）」。

## 経歴
2015年12月に「橋本ありな」としてイメージビデオでデビュー。
2016年3月にS1 NO.1 STYLE（エスワン）専属女優としてAVデビュー。当時の所属事務所はアローズ。
2016年7月にAV女優によるアイドルグループ・SEXY-Jのメンバー（会員番号19）となる（2017年5月にグループを卒業）。
2016年11月より『ビ〜チ9』（テレビ埼玉）のレギュラーアシスタントに就任。
2017年、AV OPEN2017のイメージガールに白石茉莉奈、高橋しょう子と就任。2018年5月にDMM.R18アダルトアワード2018最優秀女優賞受賞。この年のアワードでは高橋しょう子が本命視されており、下馬評を覆したことで名前を呼ばれた際には号泣。受賞時のスピーチは「（投票してくれた）みんながご飯食べられなくなったら、私のところに来てください」であった。
2018年8月10日、橋本ありな、君色華奈、桐谷まつりの3人によるアイドルユニット「un panopticon girl」（アン・パノプティコンガール）の結成を発表。同年10月3日にMILKY POP GENERATIONレーベルからCDデビュー。11月に君色が脱退。デビュー曲はオリコンインディーズランキング20位を記録。
2020年5月、FALENO専属となる。また12月までに個人事務所coolangatta（クーランガッタ）をマネージャーとともに設立し独立。ACTと業務提携を結ぶ（ファンレターのあて先などはACT）。
2021年4月に発表されたアサヒ芸能「2021現役AV女優SEXY総選挙」で第6位。2021年8月発表「読者300人が選んだFLASH 2021セクシー女優ランキング」読者投票9位。
2021年11月、YouTubeチャンネル「ありなの、これありな！」を開設。光文社『FLASH』発表の2021年セクシー女優ランキング第20位。
2022年5月に発表されたアサヒ芸能「2022現役AV女優SEXY総選挙」で第19位。
2022年8月16日、自身の公式ツイッターで業務提携先であったACT所属となり「新ありな」に改名し、MOODYZ（ムーディーズ）専属となったことを発表。FANZAニュースのインタビューにおいてMOODYZに移籍後、直前に同メーカー専属女優のエース格だった高橋しょう子が引退した事に伴い「自分に彼女の代わりが務まるかどうか」、「同メーカー専属女優の中でAV女優としてのキャリアが一番長い女優になること」の2点に対してプレッシャーを感じていると語っていた。

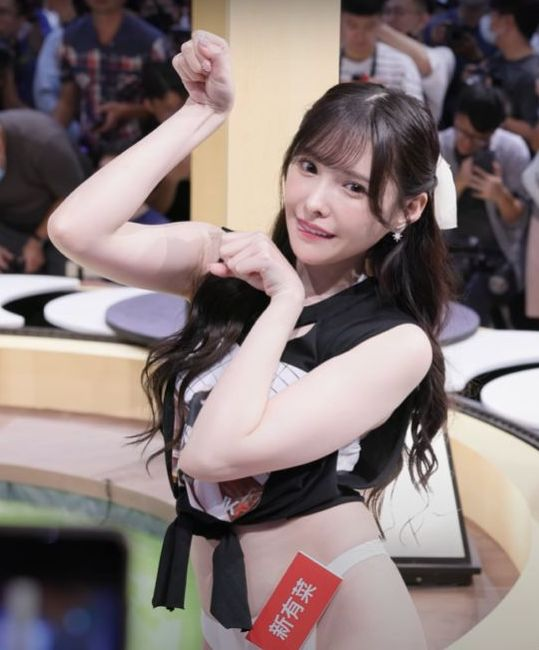
改名後の「TRE 台北國際成人展」（2023年8月4日）、名札は中国華語での「新有菜」表記

2023年4月3日週FANZA通販フロアランキングにて、共演作『三上悠亜と新ありなと相沢みなみ』 （ブルーレイディスク版）が初登場1位を記録。4月10日週ランキングでも1位。同作は2023年上半期DVDランキング1位も記録した。
6月3日週FANZA通販フロアランキングでイメージビデオ『姉のともだち 新ありな』（FAIR & WAY）が初登場4位。
FANZA通販フロア2024年6月度女優ランキングで10位を記録。
同年7月8日週FANZA通販フロアランキングでは、『MOODYZ専属 新ありな 祝・中出し解禁!! 人生初のナマ挿入、膣内射精10発!!』が初登場2位を記録。同年7月15日FANZA通販フロアランキングにて5位。
2024年12月21日のYoutubeライブで2025年一杯でAV女優を引退し、新ありなとしての活動を終了することを発表した。
2025年1月13日週FANZA通販フロアランキングで『楓カレンと新ありな。最強のふたり。女神ハーレム 今世紀最も美しいお姉さんに挟まれ痴女られSpecial』が初登場3位を記録。
同年2月3日週FANZA通販フロアランキングにて、イメージビデオ『Arina 新たな一歩を踏み出して・新ありな ブルーレイエディション』（REbecca）が初登場10位となった。
同年5月には、埼玉県・しらこばと水上公園で行われたプール撮影会『TREND GIRLS撮影会2025』に参加し、千鳥格子柄のビキニスタイルが報道された。また5月18日には、写真集『Shine』（ジーオーティー）の発売記念イベントを東京・秋葉原 書泉ブックタワーで開催した。
同年5月19日週FANZA通販フロアランキングではイメージビデオ『♀ 新ありな』（Blu-ray版、Aircontrol）が初登場1位を記録。

## 人物
- 股下88cm（比率52.7%）[40][41]。アジアの女神（ミューズ）とも称される[40]。小顔で8頭身、小さめの胸という体型からフィギュア体型とも称される[42]。
- 趣味は心霊動画を見ること、特技はウネウネしている毛を探し出すこと[43]。
- 初恋は小学校3年生の時。
- 初体験は高校2年生の時にバイト先によく来ていた年上のお客さんで、AVデビューまでの経験人数はそのお客さん1人だけだと称している[44]。
- AVデビューにあたって陰部の毛を生やすよう指摘されたが、イメージビデオアイドル時代は脱毛していたため、なかなか生えなかった[45]。
- 自身の作品は企画以外では見返さないタイプである[46]。
- フェミニンな見た目であるが、もともとはソフトボールやバレーボールに打ち込んでいた体育会系[47]。
- 自分の好きなパーツは右にしかないえくぼ[3]。
- 天使もえからはその体型や性格を「個性も需要もフルMAXで、フルメタカンスト状態」と形容されている[48]。

## 作品
◎はBD版発売作品。

### イメージビデオ
橋本ありな 名義
- ハックツ美少女 Revolution 橋本ありな（2015年12月10日、グラッツコーポレーション）
- ALL NUDE 橋本ありな（2016年2月25日、Air control）
- Arina 大胆過激アイドル!（2016年7月7日、グラッツコーポレーション）◎
- 綺麗なカラダ 橋本ありな（2016年9月13日、Natural & Beauty / マーレーインターナショナル）◎
- Jewelry 橋本ありな（2016年11月19日、Shangri-La）
- Arina2 覚醒! オンリーワンアイドル!!（2017年1月5日、グラッツコーポレーション）◎
- 断然綺麗なハダカ（2017年5月13日、Natural & Beauty / マーレーインターナショナル）
- 裸神 橋本ありな（2017年6月25日、Air control）
- Arina3 絶対無敵アイドル!（2017年11月2日、グラッツコーポレーション）◎
- 橋本ありなが好きすぎて橋本ありなが彼女になってた（2018年2月25日、GRAPHIS）◎
- 君はボクのもの（2018年6月25日、Air control）
- Arina4 Pretty princess (2018年12月27日、グラッツコーポレーション）◎
- Lover’s Day 橋本ありな（2019年8月2日、ファインピクチャーズ）◎
- Arina5 Sparkling holidays（2022年3月17日、グラッツコーポレーション）◎

新ありな 名義
- natural NUDE 新ありな（2022年11月30日、スパイスビジュアル）
- 姉のともだち 新ありな（2024年7月9日、FAIR & WAY）◎
- Arina 新たな一歩を踏み出して 新ありな（2025年3月6日、REbecca）◎
- ♀ 新ありな（2025年6月24日、Aircontrol）◎ ※DVD版とBD版でジャケット写真が異なる。

### アダルトビデオ
橋本ありな 名義
- 新人NO.1STYLE 橋本ありなAVデビュー（3月19日、エスワン）◎ 
- 快感! 初・体・験 6 ありなのSEXたっぷりじっくり見せますスペシャル（4月19日、エスワン）
- 初イキ! 初めての顔射・3P W解禁SP（5月19日、エスワン）
- 僕のことを大好き過ぎる僕だけのありなと朝から晩まで毎日イチャイチャ同棲性活（6月19日、エスワン）
- 交わる体液、濃密セックス（7月19日、エスワン）
- JKお散歩（8月19日、エスワン）
- 初めての恥じらいお漏らし（9月19日、エスワン）
- 橋本ありなのドキドキ風俗初体験ご奉仕8回転フルコース240分（10月19日、エスワン）
- ありなと学校でこっそりドキドキSEXしようよ（11月25日、エスワン）
- コスッたありなでいっぱいシコッて スレンダーコスプレイヤーとコスハメ6変身SEX（12月19日、エスワン）

- 橋本ありなの濃厚接吻とフェラチオ尽くし（2月1日、エスワン）
- チ●ポ大好き超即尺おしゃぶりメイド（2月19日、エスワン）◎
- 1年間でこんなにエッチになりました。 橋本ありなAVデビュー1周年記念作品 ぶっかけ解禁 & ありなの成長セックスたっぷり見せますスペシャル!!（3月19日、エスワン）◎
- 橋本ありなデビュー1周年 ありなの初めてのベスト盤（5月1日、エスワン）◎ ※単体ベスト
- 大洪水! 激イカセ潮吹きオーガズム 橋本ありな（5月19日、エスワン）◎
- 無防備にパンチラ誘惑してくる小悪魔JK 橋本ありな（6月25日、エスワン）
- 大好きなデカチンで1日中 膣中イキさせてください 橋本ありな （8月1日 、エスワン）
- 女子校生鬼畜輪姦レ●プ～標的にされた性処理生徒会長～（9月13日 、エスワン）
- ボクを溺愛する彼女の妹の全力フェラチオでこっそり性処理性活 橋本ありな（10月7日、エスワン）
- 魅惑の‘絶対領域’女子校生 ミニスカート、ニーハイ、生脚チラリズム。（11月1日、エスワン）
- エスワン2大専属女優共演 ミラクル美少女W大量潮吹きエクスタシー4時間スペシャル 橋本ありな & 葵つかさ（11月19日、エスワン）◎

- ミニスカアイドル見学リフレ 過激裏オプフルコース（1月1日、エスワン）
- 橋本ありなファン感謝祭 直球AVアイドル × 一般ユーザー24人 ‘ファンとSEX初解禁’ハメまくりスペシャル（2月7日、エスワン）
- 汗汁だくだく唾液涎ダラダラひたすら全身舐めしゃぶって本気汁全漏らし性交（3月1日、エスワン）
- 脅迫集団痴漢師レ○プ 生脚太ももを撫で回す指先… 尻に擦り付けられるチ○ポ… 恐怖で脚をガクガクさせ抵抗できずに犯されるスレンダー女子大生（4月1日、エスワン）
- 橋本ありなガチイキ大覚醒 人生初、大大大痙攣FUCK（4月19日、エスワン）
- 橋本ありな S1デビュー2周年記念ベスト10タイトル480分スペシャル（5月7日、エスワン）◎ ※単体ベスト
- 盗撮リアルドキュメント! 密着66日、橋本ありなのプライベートを激撮し、現場カメラマンのアシスタントに扮したイケメンナンパ師に引っ掛かって、SEXまでしちゃった一部始終（5月19日、エスワン）
- 絶頂してピクピクしているおま●こを容赦なく突きまくる怒涛のおかわり激ピストン性交（6月19日、エスワン）
- ちんシャブ大好き制服少女の超濃厚おしゃぶりテクニック（7月19日、エスワン）
- 1ヵ月間セックスもオナニーも禁止されムラムラ全開でアドレナリン爆発! 痙攣しまくり性欲剥き出しFUCK（8月19日、エスワン）
- 制服マニア中年男たちが何度も犯した絶品セーラー美少女（9月19日、エスワン）
- 嫌な顔を一切しないで常に懇願徹底顔射（10月19日、エスワン）
- BEAUTY VENUS 5（10月30日、アイデアポケット） - 共演： 相沢みなみ、山岸逢花
- 感じすぎて身悶える男の敏感乳首をひたすら弄り連続射精させちゃう小悪魔チクビッ痴（11月19日 、エスワン）
- 身動き取れない患者を完全主導でセックス看護するエロ過ぎ世話好き新米ナース（12月19日、エスワン）
- エスワン15周年スペシャル大共演 第3弾 超豪華S1女優大集合 素人チ●ポをヌキまくりハメまくり夢の大乱交! ファン大感謝祭ツアー 三上悠亜 あやみ旬果 葵つかさ 吉高寧々 天使もえ 羽咲みはる 橋本ありな（12月19日、エスワン）◎

- 婚約者の目の前で輪姦された新任女教師（1月19日、エスワン）
- 超美脚ミニスカ誘惑エステティシャンの極上密着リップサロン（2月19日、エスワン）
- 制服美少女と湿気の籠る6畳一間で淫猥セックス 清閑な昼下がり…授業を抜け出し畳と汗と愛液の匂いが漂う狭い部屋で不安と情欲と羞恥心に揉まれながら危険でスリルな関係に心酔していく…（3月19日、エスワン）
- 極上スロー手コキで射精誘導してくる陰茎マッサージお姉さん（4月19日、エスワン）
- 橋本ありな3周年記念ベスト 最新12タイトル8時間スペシャル（5月7日、エスワン）◎ ※単体ベスト
- 全固定されて身動きが取れない橋本ありな 腰がガクガク砕けるまでイッてもイッても止めない無限ピストンSEX（5月19日、エスワン）
- 新任なのに常にパンスト挑発してくる小悪魔な美脚女教師（6月19日、エスワン）
- 絶対領域 透明感のあるスリムな太ももで常に誘惑 小悪魔ニーハイ美少女（7月19日、エスワン）
- ずっと憧れていた1個上のマドンナ先輩と部活の遠征で相部屋になった3日間。（8月19日、エスワン）
- 軽蔑している義父と唾液を飲み合う仲になりました。（9月19日、エスワン）
- フェラチオの女神 VS 絶対にSEXしたい素人17人（10月19日、エスワン）
- 股下88センチ長～い美脚少女 ハイレグ制服の誘惑（11月19日、エスワン）◎
- 一ヶ月間の禁欲の果てに彼女の親友と僕が浮気SEXだけに没頭した彼女不在の2日間。（12月19日、エスワン）
- S1豪華絢爛ドリーム大共演2019 ファン感謝祭! 大大大乱交! 夢のハーレムソープ!超豪華3本立て伝説の270分 三上悠亜 天使もえ 葵つかさ 筧ジュン 橋本ありな 坂道みる 架乃ゆら 伊賀まこ ひなたまりん（12月19日、エスワン）◎ 

- 可愛いからっていい気になってるありなに嫉妬した私は男友達たちに頼んで何度も復讐代行レ×プしてもらった。 橋本ありな（1月19日、エスワン）
- 色白で華奢な彼女が巨漢先輩2人のWプレスで寝取られ快楽堕ち 橋本ありな（2月19日、エスワン）
- 極上の愛人と行くひと晩10発射精する絶倫不倫旅行 橋本ありな（3月19日、エスワン）
- 衝撃移籍ありな丸裸「面接」スペシャル（5月21日、FALENO） ※先行配信版は4月23日リリース。
- 橋本ありな エスワン卒業SP 全48タイトル完全コンプリート メモリアルBOX 16時間（6月19日、エスワン）◎ ※単体ベスト
- 超S級女優の手コキ・フェラ・マ○コはどれくらい気持ち良いのか…!? 橋本ありなのセックス力測定。（6月25日、FALENO）※先行配信版は5月21日リリース。
- 私にとってフェラチオとは～口淫の流儀～（7月23日、FALENO）※先行配信版は6月18日リリース。
- 我慢して我慢して我慢しきれなかった彼女のお姉さんと僕の禁断SEXにのめり込んだ知られてはいけない2日間。（8月13日、FALENO）※先行配信版は7月16日（Vol.1）、7月24日（Vol.2）リリース。
- 圧倒的美少女が故に標的にされた橋本ありな 快楽に堕ちるレ○プベスト8時間（9月19日、エスワン）◎ ※単体ベスト
- 自撮り神ありなの激盛りハメ「ラレ」撮り交尾（9月24日、FALENO）※先行配信版は8月13日（take1）、8月27日（take2）リリース。
- 客は腰を振る必要すらない上から下から杭打ちソープ嬢（10月8日、FALENO）※先行配信版は9月9日（Vol.1）、9月23日（Vol.2）リリース。
- 真性ガチシ○タ好きお姉さん久々に成人男性とセックスする（11月26日、FALENO）※先行配信版は10月10日（前編）、10月24日（後編）リリース。
- 橋本ありな 127本番12時間 S1全47タイトル全本番BEST（12月19日、エスワン）◎ ※単体ベスト

- 亀頭チロチロ舐めて奥まで咥え吸い上げるチ●ポ48本 vs 橋本ありな ベストフェラ射精8時間スペシャル（3月19日、エスワン）◎ ※単体ベスト
- 女性器をバカにする大量絶叫油無許可塗り込み悪質性感開発オイルエステ（3月25日、FALENO）※先行配信版は2月14日（Vol.1）、2月28日（Vol.2）リリース。
- 肉欲 本能 膣感覚 覚醒性交（4月22日、FALENO）※先行配信版は3月13日（Vol.1）、3月27日（Vol.2）リリース。
- ちょいMオジさんにドハマりしたパパ活痴女子ありな（5月20日、FALENO）※先行配信版は4月17日リリース。
- ありなの潮 ブッシャァァァドババババァバァ～ッ!! パンパンプシューッドバドバァ～! こんな凄いスプラッシュSEX見た事ありますか?（6月19日、エスワン）◎ ※単体ベスト
- 「大切な彼女がいるのに…」年下だけど先輩女上司とホテルで相部屋 美脚の誘惑に溺れて朝まで狂ったようにヤリまくった浮気性交（6月24日、FALENO）※先行配信版は5月15日リリース。
- 射精したくなったらいつでもナースコールで即尺看護! フェラ→挿入→フェラで最高の介抱をしてくれる唾液  & 愛液にゅるんにゅるんPtoMナース（7月8日、FALENO）※先行配信版は6月12日リリース。
- 宅飲み逆NTR 親友のカノジョが即勃起するボクを弄び何度も杭打ち騎乗位で連続射精。（8月12日、FALENO）※先行配信版は7月10日リリース。
- セックスプリンセス 橋本ありな 衝撃移籍後FALENO初ベスト8時間（8月26日、FALENO）※単体ベスト、先行配信版は7月19日リリース。
- 昔から好きだった幼馴染はNo.1風俗嬢に… オプション全乗せ発射無制限で本番セックスしまくった同棲生活3日間 橋本ありな（9月9日、FALENO）※先行配信版は8月14日リリース。
- 彼氏と一緒に働いているバイト先の大嫌いなオジさんの粘着愛撫セックスでアクメる二人きりのコンビニ夜勤（10月7日、FALENO）※先行配信版は9月11日リリース。
- 腰が砕けても逃がさない! ひたすら膣奥を貫く強制立ちバックハンドル（11月11日、FALENO）※先行配信版は10月9日リリース。
- 「わたしの言うとおりにシコってね…」橋本ありなの超快感JOI! 何度もヌケるASMR小悪魔ちんこきアシスト（12月23日、FALENO）※先行配信版は11月20日リリース。

- 妻が習い事で遅くなる毎週木曜日は部下のありなと濃厚密着ベロチュウ性交で何度も射精する日（1月27日、FALENO）※先行配信版は2021年12月18日リリース。
- 田舎の夏休みはヤることが無いから都会で洗練された幼なじみを帰省中にキメセク漬けにして絶頂しまくり即アクメBODYに仕上げた（2月10日、FALENO）※先行配信版は1月15日リリース。
- この上ない快楽サービスでおもてなし! 射精回数無制限のアジアン回春エステサロン（3月10日、FALENO）※先行配信版は2月12日リリース。
- ゴミ屋敷に住むキモい変態ストーカーに監禁されたが、最悪なことにチ●ポの相性はこの上ないほど最高。（4月7日、FALENO）※先行配信版は3月12日リリース。
- 家庭教師のありな先生が勉強中に耳もとで淫語を囁きながら乳首をいじくり回してくるのでもっとバカになりそうです…（5月12日、FALENO）※先行配信版は4月9日リリース。
- 教え子に脅され犯されて…子供たちのオモチャにされても求められる事に喜びを感じ闇堕ちアクメした女教師（6月9日、FALENO）※先行配信版は5月14日リリース。
- ダダ漏れ失禁、潮吹き乱れ! 史上最高にイキ汁を噴射する激ヤバスプラッシュアクメ（7月7日、FALENO）※先行配信版は6月11日リリース。

新ありな 名義
- SUPER STAR welcome back!! 大型移籍 新ありな 二ヶ月間密着 大禁欲・覚醒4本番スペシャル!!（9月20日、MOODYZ）◎
- AV女優ありな先生のネチョネチョ、レロレロ 大人のベロキス誘惑接吻レクチャー 新ありな（10月18日、MOODYZ）◎
- 「今イッてるから動いちゃダメぇ!」状態でも14400秒イカセ続ける!! 新ありな（11月15日、MOODYZ）◎

- おま●こギュンギュン喰い込み・むにむにハミまん・丸出しくぱぁ 卑猥エロかわ衣装で連続ヌキしてくれる風俗フルコース 新ありな（2月21日、MOODYZ）◎
- 歓迎会で終電を逃した僕に「先輩うちに泊まっていきます?」と肉食系の新卒女子が小悪魔な甘い囁き。誘惑に負けて何度もSEXした 新ありな（3月21日、MOODYZ）◎
- いきなりチンしゃぶ神対応! ドMクンのお宅へ突撃デリバリーFUCK! 新ありな（4月18日、MOODYZ）◎
- 三上悠亜と新ありなと相沢みなみ（5月9日、エスワン）◎
- 担任教師の僕は生徒の誘惑に負けて放課後ラブホで何度も、何度も、セックスしてしまった… 新ありな（5月16日、MOODYZ）◎
- 私のフェラ、キミの奥さんよりすっごいよ? ～新婚の部下に追撃フェラチオ女上司～ 新ありな（6月20日、MOODYZ）◎
- ねぇ、今日これから…キミの乳首めちゃくちゃに犯しにイクね 甘サド小悪魔チクビッ痴が突然目の前に現れて敏感乳首のM男くんをチクシャッ! & 追撃男潮! どこでも構わずニヤニヤいじり倒す超ゲリラ的こっそり逆乳首レイパー 新ありな（7月18日、MOODYZ）◎
- S級女優の完全プライベート姿を全部ゲキシャ! 朝までタップリ2人きりの体液交換デートで何度も何度もナマナマ濃厚交尾!! 新ありな（8月15日、MOODYZ）◎
- 大切な彼女がクラスのDQN達に媚薬を使って犯されキメセク堕ちしているのを見てクズ勃起 新ありな（9月19日、MOODYZ）◎
- 超美麗スレンダー性感覚醒ドキュメント ポルチオ開発おま○こ激ピストン潮吹きアクメ 新ありな（10月17日、MOODYZ）◎
- 悩殺スレンダー美脚で甘サド挑発! ドMチ〇ポをイジり焦らす足フェ痴キャビンアテンダント 新ありな（11月21日、MOODYZ）◎
- 一度射精しても、見つめて囁きヌイてくれる回春エステ 新ありな（12月19日、MOODYZ）◎

- ボクをゴミ部屋から救おうとしてくれるありな先生が性欲モンスターオヤジに犯される姿を鬱勃起しながら見つめることしか出来なかったあの日… 新ありな（1月16日、MOODYZ）◎
- 無制限射精・男潮吹き拘束スイートルーム 担任女教師の誘惑に負けて放課後から朝陽が昇るまで身動き取れずにもうイってるってばぁ!状態で20発射精ペットにさせられちゃった僕。 新ありな（2月20日、MOODYZ）
- 新ありな大乱交解禁! チ〇ポまみれでイキ狂い覚醒SPECIAL（3月19日、MOODYZ）
- いつも叱っていた部下が立場逆転でクライアント側に転職! ごめんなさい連呼! ガニ股オーガズムで何度も屈辱イキさせられたワタシ 新ありな（4月16日、MOODYZ）◎
- 有名ヤリマンギャルに成長した幼馴染と地元で遭遇して3日3晩で12発もぶっこ抜かれた思い出（5月21日、MOODYZ）◎ 
- 仕事のミスの身代わりになった僕は言いなり女上司に顔射15発ぶっかけエロメイド契約（7月16日、MOODYZ）◎
- SUPER STAR 新ありな MOODYZ1stBEST12時間 32本番74射精（7月30日、MOODYZ）◎ ※単体ベスト
- MOODYZ専属 新ありな 祝・中出し解禁!! 人生初のナマ挿入、膣内射精10発!!（8月20日、MOODYZ）◎
- 美脚長身ニーハイのスキマからぷりぷり美マンでくっぱぁおもてなし中出し風俗タワー（9月17日、MOODYZ）◎
- 「君のムラムラおち〇ぽシコシコ治療してアゲるん」 アナタの右手を支配するチンこきナース舐めシャブリ淫語責め! イク瞬間まで見つめて胸キュン顔面特化オナサポ射精管理クリニック 新ありな（10月15日、MOODYZ）◎
- ソープ部を新たにつくった生徒会長ありなちゃんがエッチな衣装で大奮闘! 発射無制限サービス 新ありな（11月19日、MOODYZ）◎
- 死ぬほど嫌いなセクハラ上司に弱み握られ出張相部屋NTR 朝陽が二回昇ってもネチネチ続く絶倫粘着ピストンの中出し10発に屈服イキした私… 新ありな（12月17日、MOODYZ）◎

- 膣内射精後も続行ピストンで確実に孕ませる! 新ありな（1月21日、MOODYZ）
- 楓カレンと新ありな。最強のふたり。女神ハーレム 今世紀最も美しいお姉さんに挟まれ痴女られSpecial（2月18日、MOODYZ）◎ 
- ちょっと練習台になってくれない?  色気ムンムンな美脚の姉がメンズエステで働くことになりチ○ポをかするキワどい練習で理性崖っぷち! 熱が入っておま●こ押し付けてくるから紙パンずれて生ハメ中出し 新ありな（3月18日、MOODYZ） ◎
- 大嫌いな変態上司の乳首セクハラで敏感体質がバレた私… 何度もチクイキさせられ粘着こねくり中出しSEXの虜に… 新ありな（4月15日、MOODYZ）◎
- デリヘル呼んだらクラスのマドンナと再会。青春取り戻すため制服ALLオプション セーラー / スク水 / ブルマ / 裸リボン 青春リベンジ絶倫ピストンでオトナ買い中出し! 新ありな（5月20日、MOODYZ）
- 美顔と美脚と美ま○こ見放題 ドスケベ美女神の激シコ淫語 & ド下品ポーズマニアックス 9頭身極上BODYに中出し 新ありな（6月17日、MOODYZ）◎
- 新ありな2ndBEST12hours シン・ありなの快進撃、720分（7月1日、MOODYZ）◎ ※単体ベスト
- パンスト会社に勤める彼女のお姉さんの猥褻ストッキング美脚のムレムレ中出し誘惑に逆らえない… 新ありな（7月15日、MOODYZ）◎
- グラビア水着オーディション無限増殖チ〇ポでずっとイキっぱなし痙攣・失禁・汗だく中出し鬼イカセ 史上最強大乱交 美顔が絶頂に歪む!! 新ありな（8月19日、MOODYZ）◎

### アダルトVR
橋本ありな 名義
- 交わる体液、濃密セックスVR（10月7日、エスワン）
- VRで復活! リアル制服お散歩　VR没入空間で堪能する制服美少女のふともも・パンチラ　制服愛好者には堪らないアブノーマル性交（11月7日、エスワン）
- カノジョの妹が、2人きりになった途端超甘えん坊に大変身!! 普段はお姉ちゃん想いでツンツンしてるけど、実はすご～くムッツリエッチでこっそり大胆に僕を求めてくるVR!!（12月14日）

- 橋本ありなに常に見下し視線で連続5射精されちゃう怒涛の淫語・ベロキス・顔面舐め回し絶倫痴女VR（11月22日、エスワン）
- 【絶対領域 × ニーハイ】 常に見上げる【服従視線】で橋本ありなの股下88cm美脚に弄ばれるVR（12月13日、エスワン）

- 橋本ありなが好きなのはボク。セックスを直ぐにせがまれる理想の同棲性活（8月20日、FALENO）
- 「まだ始発まで時間あるでしょ…」 終電を逃したオンナ上司と宅飲みしたら酔った勢いで朝まで痴女キス性交で５回ヌかれたボク 橋本ありな（9月17日、FALENO）

新ありな 名義
- MOODYZ初VR ありながいっぱい射精せてあげたいな VRの天才‘新ありな式’オナニーのお手伝いしてあげる5シチュエーションSP（2月14日、MOODYZ）
- 「始発までウチで飲み直さない?」終電逃し同期女子のおウチに… 隙だらけな部屋着と谷間に胸騒ぎが止まない僕は絶品フェラでイチコロ…彼女を忘れ久々にケダモノになったモザイクな夜 新ありな（9月28日、MOODYZ）

- 新ありなが極上の射精へ導く 中出し風俗マンションVR 5シチュエーション120分（3月13日、MOODYZ）
- ドジで、タメ口で、すぐ不貞腐れるけど なんだかんだ性処理ご奉仕だけは絶対に手を抜かない 正直で実直で可愛すぎる【僕専属】気まぐれメイド 新ありな（7月15日、MOODYZ）

### 写真集
橋本ありな 名義
- らぶぱら 橋本ありな（2016年4月16日、竹書房、撮影：マキハラススム）ISBN 978-4-8019-0695-2
- flower（2016年12月25日、彩文館出版、撮影：細井智燿）ISBN 978-4-7756-0584-4 ※3000部限定 愛蔵版
- Arina（2017年11月25日、彩文館出版、撮影：前村竜二）ISBN 978-4-7756-0593-6 ※3000部限定 愛蔵版
- ありなのだ。（2019年1月26日、徳間書店、撮影：富田恭透）ISBN 978-4-19-864754-4

新ありな 名義
- 新ありな写真集「nouveau」（2022年10月25日、彩文館出版、撮影：ALEX WON）ISBN 978-4-7756-0655-1 ※3000部限定 豪華愛蔵版
- 神ぱら 新ありな（2023年5月12日、竹書房、撮影：マキハラススム）ISBN 978-4-8019-3538-9
- 新ありな写真集『Shine』（2025年3月25日、ジーオーティー、撮影：柳沢康太）ISBN 978-4-8236-0836-0

### ポーズ集
- ビジュアルヌード・ポーズBOOK act 橋本ありな（2019年5月27日、二見書房、撮影：長谷川朗）ISBN 978-4-576-19081-5

### デジタル写真集
橋本ありな 名義
- ハックツ美少女Revolution 橋本ありな デジタル写真集（2月24日、BAGUS）
- Arina 大胆過激アイドル!・橋本ありな デジタル写真集（11月5日、REbecca）

- LOVEPOP デラックス 橋本ありな 001（6月19日、ピンク倶楽部）
- Only One 橋本ありな（11月13日、ラビリンス、撮影：細井智燿）
- 解禁  橋本ありな（11月28日、ピンク倶楽部、撮影：細井智燿）

- NUDE NEXT vol.02 橋本ありな（12月28日、集英社、撮影：蓮井元彦）

- Lover’s Day デジタル写真集 橋本ありな（8月14日、ファインピクチャーズ、撮影：河本広幸）
- ジューシーハニー PLUS ＃3 橋本ありな（12月2日、ジューシーハニー、撮影：篠原潔）

- ファレノALLSTARS HEAVEN（8月3日、小学館、撮影：松田忠雄）※FALENO専属女優7名によるデジタル写真集。
- LOVEPOP デラックス 橋本ありな 002（9月2日、ピンク倶楽部）
- ジューシーハニーTHE LUXURY EDITION 2020 橋本ありな（9月4日、ジューシーハニー、撮影：篠原潔）

- 橋本ありな 隣のお姉さん ミューズ裸の天使 100カット愛蔵版 週刊現代デジタル写真集（7月20日、講談社、撮影：松田忠雄）

新ありな 名義
- 新ありな（9月20日、FANZA BEAUTY COLLECTION）※FANZA限定配信。
- みんなあつまれ MOODYZキャンペーン2022 Special Photo Book（11月4日、FANZA BEAUTY COLLECTION）※「MOODYZ」出演女優32名の撮り下ろし写真を収録。FANZA限定配信。
- 新ありな  シン・ありな（12月23日、小学館、撮影：松田忠雄）

- ＃Escape 新ありな（3月17日、ジーオーティー、撮影：manimanium）
- 春のパンツまつり2023 Photo Book（3月31日、FANZA BEAUTY COLLECTION）※FANZA「春のパンツまつり2023」キャンペーンガール5名の撮り下ろし写真を収録。FANZA限定配信。
- 新ありな ヌードのヴィーナス vol.1 FRIDAYデジタル写真集（7月28日、講談社、撮影：吉場正和）
- 新ありな ヌードのヴィーナス vol.2 FRIDAYデジタル写真集（7月28日、講談社、撮影：吉場正和）
- 新ありな ヌードのヴィーナス vol.3 オール未公開100カット超完全版 FRIDAYデジタル写真集（7月28日、講談社、撮影：吉場正和）
- Count sheep【Nap】新ありな（12月22日、ジーオーティー、撮影：羊肉るとん）
- Count sheep【Sleep】新ありな（12月22日、ジーオーティー、撮影：羊肉るとん）

- みんなあつまれ MOODYZキャンペーン2024 スペシャルフォトブック（3月15日、FANZA BEAUTY COLLECTION）※FANZA「みんなあつまれ! MOODYZキャンペーン2024」キャンペーンガール16名の撮り下ろし写真を収録。FANZA限定配信。
- とられち 新ありな（5月24日、TranceRetinal、撮影：コハラタケル）
- ＃LadyMary 新ありな（11月1日、ジーオーティー、撮影：manimanium）
- MOODYZ COLLECTION vol.2（12月24日、a-list photo anthology）※MOODYZ専属女優12名によるオムニバス写真集。

- MOODYZキャンペーン2025 Special Photo Book（2月21日、FANZA BEAUTY COLLECTION）※「MOODYZキャンペーン2025」キャンペーンガール10名によるオムニバス写真集。FANZA限定配信。
- 可愛いから許す 新ありな（5月1日、フェア出版、撮影：浅田直也）
- MOODYZ COLLECTION vol.3（5月20日、a-list photo anthology）※MOODYZ専属女優11名によるオムニバス写真集。

- MOODYZ COLLECTION vol.4（6月6日、a-list photo anthology）※MOODYZ専属女優11名によるオムニバス写真集。

## 製品

### トレーディングカード
橋本ありな 名義
- AVC ジューシーハニー コレクションカード Vol.37（2017年4月29日、株式会社ミント、撮影：篠原潔）
- CJ SEXY CARD SERIES VOL.28 橋本ありな OFFICIAL CARD COLLECTION ～100%ありなランド～（2017年6月17日、ジュートク）
- CJ SEXY CARD SERIES VOL.40 橋本ありな OFFICIAL CARD COLLECTION ～初夏の風に誘われて～（2018年6月23日、ジュートク）
- AVC ジューシーハニー コレクションカード PLUS#3（2019年6月29日、株式会社ミント、撮影：篠原潔）
- AVC ジューシーハニー コレクションカード LUXURY EDITION 2020（2020年2月22日、株式会社ミント、撮影：篠原潔）

新ありな 名義
- Girl’s Party Collection ～THE FAN FUN TRUMP～ 第3弾（2022年12月23日、Girl‘s Party Collection）
- Girl’s Party Collection ～THE FAN FUN TRUMP～ 第6弾（2024年2月29日、Girl‘s Party Collection）

### カレンダー
- 新ありな 2023年カレンダー（2022年12月21日、ハゴロモ）
- 卓上 新ありな 2023年カレンダー（2022年12月21日、ハゴロモ）

### アダルトグッズ
オナホール
- JAPANESE REAL HOLE 激 新ありな（2024年2月24日、HATOPLA）

## 出演

### テレビ
- 裸美人 #56（2016年6月17日、エンタ!959）
- ビ〜チ9（2016年9月3日 - 10月1日・11月、テレビ埼玉） - アシスタント
- 新みっひーランドみひなな食堂（2016年11月、エンタ!959）
- 月ともぐら（2023年3月17日 - 4月7日、テレビ東京）

### 映画
- 絶倫!透明変態人間 セカンド童貞と魔法の薬（2016年9月2日、竹書房） - ミサ 役

### モデル
- FANZA × #FR2（2018年）[68][69]
- ｢Lola wed.｣2ndコレクションビジュアルモデル（2019年）[70]

### ゲーム
- 新宿スカウトバトル（2019年12月2日、DMM GAMES） - 陰月流手裏剣投術の使い手・橋本ありな 役[71]
- 三国戦志・いくさば（2020年4月、Leopard Technology） - 卑弥呼 役[72]
- 社長と美女たちの二重奏（2024年3月6日[73]、CREAM SOFT）- フロリス 役[74]

### パチンコ
- Pジューシーハニー3（2021年2月、サンセイアールアンドディ）[75]
- PジューシーハニーH（ハーレム）（2023年5月、サンセイアールアンドディ）

### WEB掲載記事
- fempass掲載記事
- MOO lingerie Vol.9「Marie」× 新ありな 心と体をのびやかに解放する美しいランジェリー（2023年10月15日）
- 「fempass BeV×とられち」アイテムを紹介！（2024年5月26日）